# Чемпионат России по вольной борьбе 1997
Чемпионат России по вольной борьбе 1997 года проходил в Кызыле.

## Медалисты
| Категория | Золото                             | Серебро                        | Бронза                          |
| --------- | ---------------------------------- | ------------------------------ | ------------------------------- |
| До 54 кг  | Максим Молонов Бурятия             | Леонид Чучунов Новосибирск     | Шамиль Гереев Дагестан          |
| До 58 кг  | Мурад Умаханов Дагестан            | Аян-оол Сардаа Тыва            | Шамиль Умаханов Дагестан        |
| До 63 кг  | Велихан Алахвердиев Дагестан       | Жамсо Лхамажапов Бурятия       | Гасан Джамалов Дагестан         |
| До 69 кг  | Адам Сайтиев Красноярск            | Сослан Томаев Северная Осетия  | Исхак Бозиев Кабардино-Балкария |
| До 76 кг  | Анзор Темботов Кабардино-Балкария  | Шамиль Алиев Дагестан          | Тотраз Арчегов Северная Осетия  |
| До 85 кг  | Аслан Санакоев Северная Осетия     | Артур Тавгазов Северная Осетия | Шамиль Исаев Дагестан           |
| До 97 кг  | Курамагомед Курамагомедов Дагестан | Давуд Магомедов Дагестан       | Сергей Ковалевский ХМАО         |
| До 125 кг | Андрей Шумилин Калининград         | Андрей Кашапов Санкт-Петербург | Александр Ковалевский ХМАО      |